# Неа (газета)
«Неа» (греч. Τα Νέα — буквально «Новости») — греческая ежедневная газета, которая издаётся в Афинах.

## История
Первый выпуск газеты вышел печатью 28 мая 1931 года под названием «Афинские новости» («Αθηναϊκά Νέα»). Своё нынешнее название издание получило в 1945 году. Газета издаётся компанией Lambrakis Press Group, которой долгое время владел и управлял Христос Ламбракис. Издательство также издаёт ежедневную газету «Вима».